# Odars
Odars település Franciaországban, Haute-Garonne megyében. Lakosainak száma 920 fő (2022. január 1.). Odars Sainte-Foy-d’Aigrefeuille, Auzielle, Belberaud, Escalquens, Fourquevaux és Préserville községekkel határos.

## Népesség
A település népességének változása:
| Lakosok száma | 244  | 416  | 527  | 663  | 780  | 844  | 872  | 906  | 908  | 920  |
|               | 1968 | 1982 | 1990 | 2006 | 2013 | 2015 | 2017 | 2019 | 2020 | 2022 |